# Neil Michael Hagerty (álbum)
Neil Michael Hagerty es el álbum debut del artista Neil Michael Hagerty, previamente miembro de Royal Trux. Fue lanzado en formato LP y CD por Drag City en 2001.

## Lista de canciones
Todas las canciones fueron escritas por Hagerty

### Lado uno
1. "Know That" – 2:40
2. "Fortune and Fear" – 5:18
3. "Repeat the Sound of Joy" – 1:15
4. "Kali, the Carpenter" – 5:25
5. "Whiplash in Park" – 4:32
6. "Creature Catcher" – 2:28

### Lado dos
1. "I Found a Stranger" – 6:31
2. "Oh to Be Wicked Once Again" – 5:11
3. "Tender Metal" – 3:29
4. "The Menace" – 1:34
5. "Chicken, You Can Roost on the Moon" – 4:31